# Sigurd Wichter
Sigurd Wichter (* 5. Juni 1944 in Freiburg im Breisgau) ist ein deutscher Sprachwissenschaftler, der an den Universitäten in Braunschweig, Münster und Göttingen lehrte. 

## Werdegang
Wichter studierte von 1963 bis 1969 an den Universitäten Marburg, Berlin (Freie Universität) und Bochum die Fächer Deutsch, Geschichte und Russisch. 1972 promovierte er in Bochum mit der Dissertation Zur Kritik der Moduslehren neuerer Grammatiken des Deutschen; 1980 Habilitation in Bochum mit der Habilitationsschrift Signifikantgleiche Zeichen. Lehrstuhlvertretung in Braunschweig; ab Wintersemester 1981 Professor an der Westfälischen Wilhelms-Universität in Münster; von 1997 bis 2009 Lehrstuhlinhaber in der Abteilung Sprachwissenschaft des Seminars für deutsche Philologie der Georg-August-Universität Göttingen. Ab 1988 Mitglied des Wissenschaftlichen Rates des Instituts für Deutsche Sprache in Mannheim, von 1998 bis 2008 Mitglied des Internationalen Wissenschaftlichen Rates des gleichen Instituts. Seit Erreichen der Altersgrenze im Ruhestand.

## Arbeitsschwerpunkte
Wichters Arbeitsschwerpunkte sind die folgenden: „Experten-Laien-Kommunikation, Wissenstransfer, Gesellschaftliche Kommunikation, Diskurskommunikation, Lexik und Grammatik.“ Zum Thema „Experten-Laien-Kommunikation“ betreute er eine Reihe von Dissertationen, die in der Buchreihe Germanistische Arbeiten zu Sprache und Kulturgeschichte des Verlags Peter Lang erschienen. Zum Thema „Wissenstransfer“ veranstaltete Wichter in Zusammenarbeit mit Gerd Antos (Universität Halle) ab 1999 jährlich mehrtägige Kolloquien abwechselnd in Göttingen und Halle, deren Akten 2001–2009 erschienen.

## Veröffentlichungen
- Probleme des Modusbegriffs im Deutschen. Gunter Narr Verlag, Tübingen 1978. (= Dissertation)
- Signifikantgleiche Zeichen. Gunter Narr Verlag, Tübingen 1988. ISBN 3-87808-160-X.
- Zur Computerwortschatz-Ausbreitung in die Gemeinsprache. Elemente der vertikalen Sprachgeschichte einer Sache. Peter Lang, Frankfurt am Main/Bern/New York/Paris 1991. ISBN 3-631-43621-1.
- Experten und Laienwortschätze. Umriß einer Lexikologie der Vertikalität. Niemeyer, Tübingen 1994. ISBN 3-484-31144-4.
- Kommunikationsreihen aus Gesprächen und Textkommunikaten. Zur Kommunikation in und zwischen Gesellschaften. De Gruyter, Berlin/Boston 2011. ISBN 978-3-11-023409-1.
- Einführung in die linguistische Theorie der Kommunikationsreihen. Zur sprachlichen Kommunikation einer Gesellschaft. Ohne Verlag, Münster 2015. (Im Internet unter Wichter: Linguistische Theorie der Kommunikationsreihen veröffentlicht.)

Weitere wissenschaftliche Aktivitäten: viele Aufsätze, Rezensionen und Vorträge.

## Herausgebertätigkeit
Wichter war/ist Mitherausgeber von
- Buchreihe Germanistische Arbeiten zu Sprache und Kulturgeschichte, 1991ff.
- Zeitschrift für germanistische Linguistik, 1993–2002.
- Buchreihe Reihe Germanistische Linguistik, 2001–2010.
- Buchreihe/Tagungsakten zu Transferwissenschaft, 2001ff.
- Glottotheory. International Journal of Theoretical Linguistics, 2008ff. (Mitglied des Editorial Board)

## Festschrift
- Albert Busch, Oliver Stenschke (Hrsg.): Wissenstransfer und gesellschaftliche Kommunikation. Festschrift für Sigurd Wichter zum 60. Geburtstag. Peter Lang, Frankfurt am Main u. a. 2004. ISBN 3-631-51823-4.